# Goudberk
De goudberk (Betula ermanii) is een plant uit de berkenfamilie (Betulaceae). De soort is afkomstig uit Japan en in Noordoost-Azië en groeit zelfs op rotsige bodems. Op gunstige standplaatsen wordt de boom tot 20 m hoog, maar is onder de boomgrens vaak struikvormig. De bast is geelwit tot zuiver wit. De stam varieert van lang tot kort en dik. Bij een korte stam ontstaan er meerdere gelijkwaardige stammen die uit een enkel punt ontspringen.
In Nederland wordt de cultivar Betula ermanii 'Holland' aangeplant, die een tot 18 m hoge boom met één rechte stam vormt. De bast laat in dunne vellen los. De twijgen hebben een roodachtig kleur. Dit ras vormt geen vruchtkatjes. Het ras wordt vermeerderd door enten op de ruwe berk (Betula pendula) of door zomerstekken.
In Rusland wordt de plant in de volksmond steenberk (Каменная берёза) genoemd (de officiële Russische naam is Ermans berk - naar de Duitser wetenschapper Georg Adolf Erman, die Kamtsjatka in 1828 bezocht). Deze komt daar voor op Kamtsjatka, Karaginski-eiland en de Komandorski-eilanden op rotsige hellingen, plateaus, aan de rand van puinhellingen, in gemengde bossen of als losstaande bomen. De boom moet niet worden verward met haar nauwe soortgenoot Betula paraermanii V.Vassil., die in Rusland ook steenberk wordt genoemd in de volksmond (de officiële Russische naam is valse Ermans berk) en daar voorkomt op Sachalin en aan de kust van de Tatarensont.

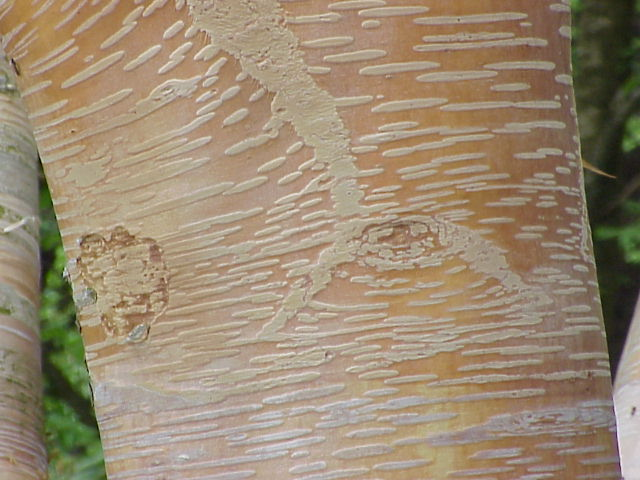
Typische schors

... · 
B. albosinensis (Chinese berk) · 
B. ermanii (Goudberk) · 
B. fruticosa  · 
B. humilis  · 
B. lenta (Suikerberk) · 
B. maximowicziana (Grootbladige berk) · 
B. medwediewii (Transkaukasische berk) · 
B. nana (Dwergberk) · 
B. nigra (Rode berk) ·  
B. papyrifera (Papierberk) · 
B. paraermanii · 
B. pendula (Ruwe berk) · 
B. platyphylla (Aziatische berk) · 
B. populifolia (Grijze berk) · 
B. pubescens (Zachte berk) · 
B. utilis (Witte Himalayaberk) · 
...